# 東フリースラント諸島

東フリースラント諸島（ドイツ語: Ostfriesische Inseln、オストフリーシシュ・インセルン）は、北海沿岸にある鎖状の島々で、ドイツ・ニーダーザクセン州に属する。
有人島は次の7つである。
1. ボルクム島
2. ユイスト島（英語版）
3. ノルダーナイ島
4. バルトルム島（英語版）
5. ランゲオーク島（英語版）
6. スピーケローク島（英語版）
7. ヴァンガーオーゲ島（英語版）

ボルクムはレーア郡、ユーストとノルダーナイ、バルトルムはアウリッヒ郡、ランゲオークとスピーケロークはヴィットムント郡、ヴァンガーオーゲはフリースラント郡に属する。
5つの無人島がある。
1. カヘロトプラーテ島（英語版）
2. リュティエ・ヘルン島（英語版）
3. メンマート島（英語版）
4. ミンゼナー・オーク島（英語版）（人工島）
5. メルム島（英語版）（ヤーデ川（英語版）の河口とヤーデ湾口の東にあるが、東フリースラント諸島の一部と見なされないこともある）
6. クネヒツエンデ砂州（英語版）（さらに東にある。東フリースラント諸島の一部ではない）

ユイスト島の南にあるメンマート島、ヴァンガーオーゲ島の東にあるメルラン島の2つは無人島である。ボルクム島東のリュティエ・ヘルン島は高波にさらされている。2003年、ドイツ沿岸警備隊は砂州カヘロトプラーテ島は島と呼べる状態であると発表した。満潮で沈まないからである。しかし2平方キロメートル以下しかないので、人が定住するほどの面積がない。 
東フリースラントの島は全体が自動車乗り入れ禁止区域である。ボルクムとノルダーナイは最も人口が多いため例外とされている。橋で本土とつながる島はない。全ての島はフェリーで渡航可能である。
第二次世界大戦中、オルダニー島にあったナチスの労働収容所に、ボルクムとノルダーナイにちなんだ名前の収容所があった.
東フリースラント諸島と周辺の海域には干潟、塩性湿地、ヨシ原が広がり、ニーダーザクセン＝ワッデン海国立公園の一部である。また、東フリースラント諸島とエムス川河口一帯は1976年にラムサール条約登録地となり、1992年にニーダーザクセン州の海岸の一部としてユネスコの生物圏保護区に指定された。

## 島の現在
現在まで、東フリースラント諸島は高波によって面積が変化している。ユイスト島を例にすると、1650年から教会の場所が5度も変わっていると判明した。ユイストはかつて2つの島で構成されていたが、すぐに一つの島になったのである。ヴァンガーオーゲは過去300年間に、東へ向かって島の長さ分移動したことがわかっている。この過程で、東側に沈積物がたまることから、島の面積はゆっくりと西岸から浸食されてきている。この結果、西岸は人工的に補修されている。